# SPCA 10
Le SPCA 10 (parfois aussi désigné comme SPCA I) est un hydravion à coque militaire construit en France par la Société provençale de constructions aéronautiques (SPCA) durant l’entre-deux-guerres.